# 傑拉德·達米亞諾
傑拉德·達米亞諾（英語：Gerard Damiano，1928年8月4日—2008年10月25日），美國成人電影導演、製作人及作家，曾執導1972年電影《深喉嚨》。

## 生平
達米亞諾出身自紐約布朗克斯一個意裔美國人天主教家庭。他六歲時父親逝世，而母親此後從不再婚。到了十七歲的時候，他到美國海軍服役四年。在此之前，他曾在時報廣場當過擦鞋童，亦在自助餐廳當過侍應。後來，他獲得了退伍軍人權利法案的資助，去研讀X光科技，畢業後往紐約皇后區的牙買加醫院當X光技師，離職後與友人在紐約市區開設理髮店。期間由於他在理髮店內經常無意中聽到顧客談論有關性的閒話，令他確信製作色情電影會為自己帶來一個商業上的成功。
在他的會計師的介紹下，他結識了一位正在製作一部低預算恐怖電影的製作人，並對電影製作產生了興趣。在好奇心驅使下，他開始為這位製作人作出現佈置上的幫助。1969年，他推出其處女作《我們都去吧》，但發展一直平平。
1972年，他執導了電影《深喉嚨》，由琳達·洛夫萊斯和哈利·里姆斯主演。《深喉嚨》只用了六天便攝製完成，成本僅22,500美元，但票房收入據說高達六億美元。其箇中原因是題材新穎、笑料豐富，協助了現代成人娛樂產業的開展。《深喉嚨》後來受到政府的打壓，全國共有23個州份禁映此電影，但反而吸引更多觀眾，達米亞諾因此而聲名大噪，他對如斯狀況感到驚訝。至於其他知名電影則包括1973年的《瓊斯小姐體內的惡魔》、以及1975年性虐電影《喬安娜的故事》。他有時在自己的電影當中飾演一些小角色，如「阿爾伯特·戈克」、「阿爾·戈克」、「傑里·傑拉德」和「D·費爾特」等。在整個電影生涯中，他總共執導了超過50部成人電影。2005年，他為紀錄片《深喉揭秘》（Inside Deep Throat）接受了訪問。
他結了三次婚，並與第二任妻子芭芭拉·沃爾頓育有兩個孩子——克里斯特與小傑拉德。
他在2008年9月因中風入住佛羅里達州李縣麥爾茲堡一間醫院治療，到了10月25日因中風併發症而去世，享壽80歲。